# Lotnisko Natachtari
Lotnisko Natachtari – lotnisko położone w miejscowości Natachtari w Gruzji. Lotnisko jest położone w odległości 30 km od centrum Tbilisi.

## Linie lotnicze i połączenia
| Linia lotnicza       | Kierunek                          |
| -------------------- | --------------------------------- |
| Vanilla Sky Airlines | 1. Ambrolauri 2. Batumi 3. Mestia |